# Vlag van Lansingerland

Vlag van de gemeente Lansingerland

De vlag van Lansingerland werd op 22 november 2007 door de gemeenteraad van de Zuid-Hollandse gemeente Lansingerland aangenomen als gemeentelijke vlag. De vlag werd door de Hoge Raad van Adel als volgt beschreven:
Drie banen, waarvan de hoogten zich verhouden als 2:1:2, geel, groen en wit, met op de gele baan een achtpuntige ster en op de witte baan een rode ruit.
De vlag is gelijk aan het wapen van Lansingerland, dat na de fusie tussen Bergschenhoek, Berkel en Rodenrijs en Bleiswijk is vastgesteld. De rode ster komt zowel in het wapen van Bergschenhoek als in het wapen van Berkel en Rodenrijs voor, de rode ruit is ontleend aan het wapen van Bleiswijk. De groene baan stelt de landscheiding voor, die als een groene dijk nog steeds door de gemeente loopt.

## Verwarring

Gespiegelde variant (de facto)

Het is in Nederland gebruikelijk dat bij nieuwe vlagontwerpen de elementen op scheiding van broeking en vlucht worden geplaatst, dus op ca. 1/3 van de lengte van de vlag. Dit staat niet in de omschrijving vermeld. De gemeente plaatste vervolgens de afbeelding van de nieuwe vlag gespiegeld, dus met de ster en ruit aan de vluchtzijde. Deze afbeelding werd vervolgens overgenomen op Wikimedia Commons en op enkele sites die zich met vlaggenkunde bezighouden en meestal als betrouwbare bron gelden. Het gevolg hiervan was dat zelfs vlaggenfabrikanten vlaggen leverden met de symbolen aan de verkeerde kant van de vlag.
Hierdoor ontstond de situatie dat de gemeentevlag de facto afweek van de jure. Dit werd door de Nederlandse Vereniging voor Vlaggenkunde in november 2011 reeds beschreven in een artikel in het blad Vlag!. Op Wikimedia Commons is de vlag pas op 23 februari 2019 gecorrigeerd. Op vlaggensites gebeurde dat pas later en sommige vlaggenfabrikanten leveren nog steeds gespiegelde vlaggen.
De gemeente Lansingerland gebruikt zelf de vlag niet of nauwelijks, maar vlagt zoals veel gemeenten met een witte vlag met gemeentelogo.

## Verwant symbool

Wapen van Lansingerland

Alblasserdam
· Albrandswaard
· Alphen aan den Rijn
· Barendrecht
· Bodegraven-Reeuwijk
· Capelle aan den IJssel
· Delft
· Den Haag
· Dordrecht
· Goeree-Overflakkee
· Gorinchem
· Gouda
· Hardinxveld-Giessendam
· Hendrik-Ido-Ambacht
· Hillegom
· Hoeksche Waard
· Kaag en Braassem
· Katwijk
· Krimpen aan den IJssel
· Krimpenerwaard
· Lansingerland
· Leiden
· Leiderdorp
· Leidschendam-Voorburg
· Lisse
· Maassluis
· Midden-Delfland
· Molenlanden
· Nieuwkoop
· Nissewaard
· Noordwijk
· Oegstgeest
· Papendrecht
· Pijnacker-Nootdorp
· Ridderkerk
· Rijswijk
· Rotterdam
· Schiedam
· Sliedrecht
· Teylingen
· Vlaardingen
· Voorne aan Zee
· Voorschoten
· Waddinxveen
· Wassenaar
· Westland
· Zoetermeer
· Zoeterwoude
· Zuidplas
· Zwijndrecht